# 天主教利蒙教區
天主教利蒙教區（拉丁語：Dioecesis Limonensis）是哥斯達黎加一個羅馬天主教教區，屬聖何塞總教區。
1921年2月16日設宗座代牧區，1994年12月30日升為教區。
教區位於利蒙省。2004年有教友348,591人（佔轄區總人口78.0%）、廿一個堂區、卅六名司鐸。目前教區主教席位處於出缺狀態。